# Teatrul Elpis
Teatrul Elpis este un monument istoric aflat pe teritoriul municipiului Constanța.